# Svetko
Svetko je moško osebno ime.

## Izvor imena
Ime Svetko je različica moškega osebnega imena Svetislav.

## Pogostost imena
Po podatkih Statističnega urada Republike Slovenije je bilo na dan 31. decembra 2007 v Sloveniji število moških oseb z imenom Svetko: 25.